# 毎月分配型投資信託
毎月分配型投資信託（まいつきぶんぱいがたとうししんたく）とは、収益の決算を1か月ごとに行い、その度に分配金（普通分配金、特別分配金）を出す投資信託をさす。なお、マネー・マネージメント・ファンド(MMF)や中期国債ファンドも1か月決算なのでここに該当するが、一般的には株式投資信託において毎月分配を行うものを指すことが多い。

## 概要

### 毎月分配型投資信託の開発
毎月分配型投資信託は、日本においては1990年代後半より設定されるようになった。当初は先進国の債券に投資し、安定的な分配を目指すものが多かった。日本における最初の毎月分配型投資信託は1997年に設定された「アライアンス・ハイ・イールド・オープン」（現アライアンス・バーンスタイン・ハイ・イールド・オープン）である。

### 毎月分配型投資信託の人気化
2000年代に入り、団塊の世代が退職を迎える時期になって、毎月年金代わりに分配金を受け取れる事をメリットと感じた高齢者を中心に、大量の資金がこの種の投信に流入するようになった。国際的な金利低下を背景に、安定的に債券で収益を上げる事が出来るようになった（金利が低下すると債券価格は上昇する）市場環境の後押しを受けて、毎月分配型ファンドの基準価額（一般的な購入単位である10000口の価格）が安定したことも、それに拍車をかけた。
三菱UFJ国際投信が運用するグローバル・ソブリン・オープン（毎月決算型）は高格付けの先進国国債に投資を行い、安定した分配金と基準価額の値動きを背景に人気化した。金融危機直前の2008年には一時5兆5千億円を超える純資産総額を運用する日本最大の毎月分配型投資信託であった。決算頻度の違う兄弟ファンドも合わせると約６兆円の運用額があり、お化け投信とも呼ばれたが、金融危機の影響による基準価額の下落、分配金の減少などから顧客からの解約が相次ぎ2014年4月には12年守り続けた日本最大の毎月分配型ファンドの座から陥落した。
2000年台後半から、高水準の分配金を出すファンドの人気化をうけて、リスクの高い低格付債や新興国の債券に投資し高いリターンを狙うもの、高配当の株式に投資するもの、不動産投資信託(REIT)に投資するもの、それらを組み合わせて投資するバランス型ファンドなども現れるようになった。2008年の金融危機後も毎月分配型投資信託の人気は継続し、2016年11月末時点で純資産総額は３３．６兆円と全投信の５５．８％を占めている。2020年4月時点で、日本で最大の純資産総額を有する毎月分配型投資信託（株式投資信託）はピクテ・グローバル・インカム株式ファンド（毎月分配型）であり、その純資産総額は約9兆3千億円となっている。

### 通貨選択型投資信託の出現
高分配型投資信託の人気の高まりを受けて、投資信託を販売する金融機関や運用会社は、より高い分配金を払い出せるファンドを作る必要があると考えた。こうして生み出されたのが通貨選択型投資信託である。原資産からの収益に加えて為替取引での収益という２階建の収益構造を持つ通貨選択型投資信託は高い分配金を背景に瞬く間に人気化した。2009年に最初の通貨選択型投資信託が運用をはじめ、2011年には通貨選択型投資信託全体の純資産総額は10兆円を超えた。その後、通貨選択型投資信託には商品の複雑性などが問題視され、規制が強化された。一時は純資産総額が12兆円を超えた通貨選択型投資信託は、2017年１月末時点で7兆円を下回っている。また、一般の商品より手数料がやや割高でもある。

### 相場急落による蛸足分配と分配金の引き下げ
毎月分配型投信は、相場の急落に対応できず、運用によって得たリターンよりも高い分配金を払い出す「蛸足分配」（蛸が空腹時に自分の足を食べるように、投資元本を示す基準価格を下げてまで分配金を出すこと）になることが多く、蛸足解消のために、2020年のコロナショックでは、分配金を大幅に引き下げる毎月分配型投資信託が急増した。

## メリット
毎月、確実に利益確定（利益部分の自動解約）
分配金の仕組みは、運用利益を確定して分配する（利益が出ない場合は、投資資金の一部を解約する、特別分配という）。毎月投資信託を自ら解約しても同じ経済効果を得ることが出来るが、投資口数自体が減少するので、受け取れる分配金が減少する。投資した口数を維持しながら、さながら利子を受け取れるような形で分配金を得られる。ただし、前述のように相場急変により10000口あたりの基準価格（投資元本）および分配金の額が減少することもあるので、相場急変の際には売却しておくことも必要となる。
本来は下落相場に強い
下落相場では分配金を再投資していた場合、損切とナンピン買いの両方の効果がある。ただし、後に記述するように大幅な相場急落後の上昇相場では、分配金で切り出したことで総資産が目減りし、上昇相場において圧倒的に上昇率が低くなり、ここ10年では「下落相場では基準価格が下がるが、上昇相場では基準価格が上がらない」という、商品としての価値に疑問を抱かせる商品が増えてきており、NISAでも推奨されていない。

## デメリット
分配金は相場急落で引き下げられるが、相場上昇で引き上げられない
相場急落により基準価額が下がると、分配金を引き下げられる。また、相場急騰により投資先の商品（リートなら不動産）の調達コストの上昇などで引き下げられることもある。したがって、誤って利子として分配金を考える高齢者に配慮して、証券会社では近年、分配利回りという表現を自粛している。日本株式や米国株式といった各資産を代表する株価指数ベースでみてもほとんどの商品が良くて年率10％前後である。
上昇相場での複利効果がきわめて低い
毎月分配型投資信託は、文字通り毎月決算日があり、基本的に運用損益を原資に分配金を出す。投資元本に対して利益が出ている場合の分配金に対しては20.315％の所得税・住民税・復興特別税が課せられる。上昇相場において分配金再投資を行った場合には、払い出された分配金に対して税金がひかれることによって、再投資金額は払い出された分配金の8割程度となる。そのため、運用成績が同じ1年決算の投資信託よりも複利効果が得にくい。
※例えば下表の条件で投資を行った場合、12か月経過時点でこの投資信託を換金すると、毎月分配型では分配時に既に課税されているため10477円がそのまま受け取れる。無分配型では売却益600円の20%である120円が税として差し引かれ、10480円が受け取れる。
同じ年利6%（1か月複利）の運用を行う商品に10000円を投資した場合における、毎月分配型（再投資した場合）と無分配型での資産の推移（税率20%として計算し、1円未満端数切捨て）
| 経過時間 | 毎月分配型 | 無分配型 |
| -------- | ---------- | -------- |
| 1か月後  | 10039      | 10049    |
| 2か月後  | 10078      | 10098    |
| 3か月後  | 10117      | 10147    |
| 4か月後  | 10157      | 10196    |
| 5か月後  | 10196      | 10246    |
| 6か月後  | 10236      | 10296    |
| 7か月後  | 10276      | 10346    |
| 8か月後  | 10316      | 10396    |
| 9か月後  | 10356      | 10447    |
| 10か月後 | 10396      | 10498    |
| 11か月後 | 10437      | 10549    |
| 12か月後 | 10477      | 10600    |

## 推奨される投資スタイル
無分配ファンドと同様に、相場下落時に購入して相場上昇時に売却することで利益が得られる。しかし、そうであるならば、無分配の良質なファンドを購入すれば事足りる。しかも、毎月分配型の商品は運用に必要な経費が高く、利益が得られにくい。事実上、一般投資家にとって、毎月分配ファンドを選ぶメリットは皆無である。ただし、投資家でなく相場に疎い一般人は、相場の急変に対応できないので自動的に損切と利益確定をするので、毎月分配型ファンドも選択肢に入るが、それでもけっして推奨される商品ではない。なお、商品の選択によってはいわゆるラップファンド（複数の投資信託を組み合わせたファンド。組み入れ銘柄自体の手数料に加え、ファンドの維持手数料も取られる）よりは利益が取れる。